# Sam Barone
Sam Barone es un novelista estadounidense, nacido en Nueva York y especializado en novela histórica, sobre todo en las épocas más antiguas. Asistió al Manhattan College y se licenció en 1965 en Ciencias, en la especialidad de psicología e historia. 
Tras un corto periodo en los Marines, comenzó a asistir a clases de informática y, más tarde, se dedicó a desarrollar software. Tras 30 años en la industria informática, se retiró en 1999 para dedicarse plenamente a la escritura.

## Obras

### Serie "Empire"
- Dawn of Empire: La primera novela en la saga Eskkar describe la construcción de la primera ciudad amurallada de la humanidad en Mesopotamia, Orak, y las luchas que se sostuvieron para defenderla. Es una novela llena de acción, con una historia de amor entre Eskkar y la esclava Trella en medio de las invasiones bárbaras.
- Empire Rising: Retoma la acción donde acabó Dawn of Empire y relata el desarrollo y la creación de la primera ciudad estado.
- Conflict of Empires: El tercero de la saga Eskkar, comienza dos años después de los acontecimientos descritos en Empire Rising. Una nueva amenaza para la ciudad-estado incipiente de Akkad ha surgido, y Eskkar Trella y se enfrentan a la necesidad de desarrollar un ejército profesional para hacer frente a la amenaza de ataques de sus vecinos del sur. Juntos, Eskkar y Trella, desarrollan una estructura de apoyo necesaria para hacer frente a la guerra. Las fuerzas de Akkad serán superadas en número y solo la calidad de su fuerza de combate de nuevo puede salvar a la ciudad.